# الکساندر فریمان
الکساندر آرنولدویچ فریمان (به انگلیسی: Alexander Arnoldovich Freiman) (متولد ۲۳ اوت ۱۸۷۹ در ورشو؛ درگذشت ۱۹ ژانویه ۱۹۶۸ در سنت پترزبورگ) بنیانگذار و رئیس مدرسه شوروی متود تاریخی-معاصر در زبان‌شناسی ایرانی است. او در ۱۹۰۳ از دانشگاه سنت پترزبورگ فارغ‌التحصیل شد. او مطالعاتش در زبان‌های ایرانی را با کریستین بارتولومه در دانشگاه گیسن در آلمان پی گرفت. بعد از ۱۹۱۷ او زبان اوستایی و فارسی باستان، میانه و نو را تدریس کرد و بر دپارتمان زبان‌های ایرانی در دانشگاه سنت پترزبورگ تا سال ۱۹۵۰ میلادی ریاست داشت.
برای ۶۰ سال، فریمان بر ناحیه‌های متفاوتی در زبان‌های ایرانی کار کرد. او بر زبان‌های سغدی، خوارزمی و آسی به طور ویژه کار کرده بود. در ۱۹۳۳ میلادی او بر سفر تحقیقاتی در خرابه‌های کوه مغ (Mount Mug) در تاجیکستان که توسط آکادمی علوم روسیه حمایت مالی شد، رهبری کرد. در این سفر، به آرشیوی از اسناد سغدی از قرن هشتم میلادی از ناحیه Dēwāštīč بدست آمد.
در سال 1936، مؤسسه شرق‌شناسی سن پترزبورگ دست‌نوشته‌ای متعلق به قرن چهاردهم را که توسط فقیه قرن سیزدهم، مختار زاهدی قزمینی (متوفی 658 ه.ق/1260 م) نوشته شده بود، به دست آورد، که حاوی یک رساله عربی با لغت‌های خوارزمی است. فریمن با بررسی این لغت ها، زبان خوارزمی قرن سیزدهم را که تقریباً از بین رفته بود، بازسازی کرد. او همچنین رابطه این زبان را با سایر زبانهای ایرانی به ویژه سغدی برقرار کرد. نتایج در «Khorezmiĭskiĭ yazyk»، در مسکو، به سال 1951 منتشر شد.
کار مهم دیگر آماده سازی وی برای انتشار فرهنگ لغت اوستی-روسی-آلمانی V. F. Miller بود که به دلیل مرگ میلر، در هنگام مرگ روی کارت باقی مانده بود. فریمن اندازه فرهنگ لغت را تقریباً دو برابر کرد، کلمات فهرست شده را تقویت کرد، عبارت شناسی را غنی کرد و استفاده را مستند کرد. فرهنگ لغت در سه جلد به نام «Osetinsko-russko-nemetskiĭ slovar»، لنینگراد، 1927-1934 منتشر شد.
فریمن در سال 1928 به عنوان عضو متناظر آکادمی علوم شوروی و در سال 1944 به عنوان عضو متناظر آکادمی ایرانی انتخاب شد. وی در سال 1949 عنوان "دانشمند ارجمند" تاجیکستان را به نام «Kodimi kizmatnišondodai ilm» از آن خود کرد. نام او در خارج از روسیه به خوبی شناخته شده است. آثار او در اتریش، لهستان، ایران، هند و چکسلواکی منتشر شده است.

## آثار ادبی
- The editor of Sogdiysky sbornik, 1934
- Zadachi iranskoy filologii, 1946
- Chorezmsky yazyk.  Materially i issledovaniya, 1959
- Osetinsko-russko-nemetsky slovar', 3 vols., 1927–1934